# Alucita libraria
Alucita libraria är en fjärilsart som beskrevs av Edward Meyrick 1911. Alucita libraria ingår i släktet Alucita och familjen mångfliksmott, (Alucitidae). Inga underarter finns listade i Catalogue of Life.